# Carl Johannes Fuchs
Carl Johannes Fuchs, född 7 augusti 1865 i Nürnberg, död 4 december 1934 i Tübingen, var en tysk nationalekonom.
Fuchs studerade i München och Strassburg, reste i Storbritannien, Kanada och USA samt blev 1891 extra ordinarie och 1893 ordinarie professor i nationalekonomi i Greifswald. År 1897 flyttade han i samma egenskap till Freiburg im Breisgau, där han efterträdde Max Weber. År 1908 blev han professor i Tübingen. Han blev emeritus 1933. Bland Fuchs skrifter märks Der Warenterminhandel (1891), Die Handelspolitik Englands und seiner Kolonien (1893), den översiktliga handboken Volkwirtschaftslehre (i "Sammlung Göschen", 1901) samt många uppsatser i bostadsfrågan.